# Li Ye
Li Ye, también llamado Li Chi o Li Zhi (1192 en Tahsing, hoy Pekín; 1279 en la provincia de Hopeh), fue un matemático chino del período de la dinastía Song.

## Biografía

### Datos biográficos
Se desconocen datos precisos sobre la infancia y juventud de Li Ye. En cualquier caso, se supone que debe haber gozado de una buena educación y formación. Su padre, Li Yu servía como ayudante de un oficial en Tahsing. En 1230 Li Ye aprobó el difícil examen de la administración pública. Fue primeramente registrador, más tarde gobernador de Chün-cou (provincia de Henan). La capital de la región cayó en manos de los mongoles en 1232. Li Ye huyó y vivió oculto en condiciones precarias, probablemente la mayor parte del tiempo en la provincia de Shanxi. Recién allí comenzó Lin Ye a dedicarse más específicamente a las cuestiones científicas. A partir de 1251 Li vivió como sabio en las cercanías del monte Feng-lung en la provincia de Hopeh. En 1257 Kublai Kan lo hizo localizar y entró con él en intercambios de ideas acerca de los principios del manejo del estado, la formación de los funcionarios estatales y las causas de los terremotos.  Li vivió muchos años bajo la dominación mongola y dedicó su tiempo a los estudios y a la enseñanza de sus alumnos. En 1260, al transformarse Kublai en Gran Kan, quiso promover a Li Ye hacia un servicio superior. Li declinó el ofrecimiento en consideración de su edad y enfermedad. No obstante, en 1265 Li fue obligado por Kublai a ocupar un puesto como docente en la  Academia Hanlin para dedicarse a la historia de los reinos Liao y Jurchen. Tras pocos meses, Li regresó a los alrededores de Feng-lung y dedicó sus últimos años de vida a enseñanza de sus alumnos.

### Acerca del nombre
Li Ye tiene varios nombres alternativos con los que se le cita: Li Zhi, Li Chih, o también Li Yeh. Las grafías diferentes en los nombres chinos son muy frecuentes y generalmente responden a que en cada idioma se intenta el mejor acercamiento para representar la pronunciación (no hay una transliteración propiamente tal, porque ya el propio idioma y su escritura original ideográfica (que ha evolucionado hasta las representaciones morfosilábicas de los sinogramas), no representa unívocamente un fonema con un grafema). Sin embargo, en el caso de Li Ye no fue únicamente esta la razón. En su juventud se le conocía como Li Zhi, pero este nombre coincidía con el del tercer emperador de la dinastía Tang, (Li Zhi, 李治 Lǐ Zhì, también conocido como Gao Zong 高宗 Gāo zōng) que había regido durante el período comprendido entre los años 650 y 683. Por este motivo cambió su nombre por el de Li Ye. En la literatura anglosajona generalmente aparece referido como Li Yeh, pero también a veces se le cita como Li Chih. Una nueva confusión se produce en la literatura germana y anglosajona con otro personaje, el filósofo chino Li Zhi (1527–1602), quien inicialmmente se llamaba Lin Zaizhi y a partir de 1567 cambió su nombre por el de Li Zhi.

## Obra matemática

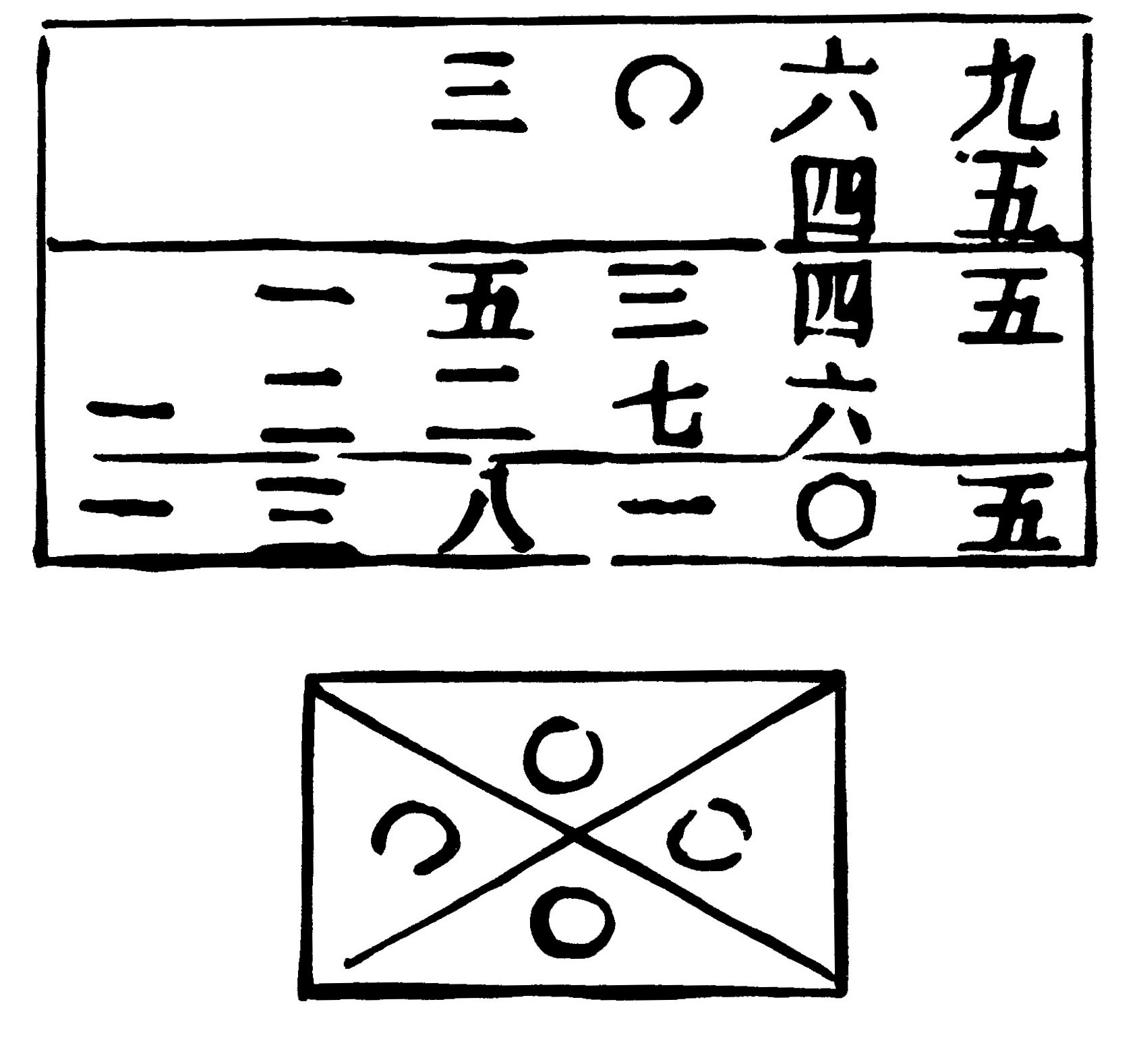
Representación de la ecuación 2x³+15x²+166x-4460=0

Se conocen dos escritos matemáticos de Li que tienen gran significación para la valoración de la matemática china de la época temprana. En 1248 escribió Espejo marino de las medidas del círculo (Ce yuan hai jing) y en 1259 Nuevos pasos del cálculo (Yi gu yan duan). No existe una traducción completa de estas obras a un idioma europeo, de modo que los juicios deben limitarse solo a comentarios. 
El Espejo marino de las medidas del círculo contiene 170 problemas geométricos ilustrados sobre la base de una figura que él llama yuan cheng tu shi, (figura de la aldea redonda), la que le sirve para representar todos los problemas geométricos expuestos en el texto y por eso constituye su única ilustración (la obra consta de una introducción del autor y luego 12 capítulos). La figura consiste en un triángulo rectángulo inscrito en un círculo.
Esta obra clave de la matemática china debe ser analizada, sin embargo, con arreglo al entendimiento de un enfoque muy particular y una línea de pensamiento diversos de los desarrollos en occidente. Martzloff ha hecho notar la necesidad de tener siempre en cuenta que el sistema geométrico sobre el que se basa Li Ye, no es el euclidiano y que en esta obra nunca se define, ni siquiera se habla, de un «ángulo» o un «triángulo», conceptos que en rigor no existen en la geometría de China. Es así como Li en vez de hablar sobre un triángulo, solo menciona elementos específicos de ciertos triángulos (por ejemplo, las longitudes de los lados, zhe). Donde hoy alguien diría  "la base AB del triángulo ABC", Li Ye se refiere a la "base X",  donde X es un adjetivo calificativo. Así, AB es por ejemplo es "la base general" (tong gou) o la "base pequeña" (gou zhuan).

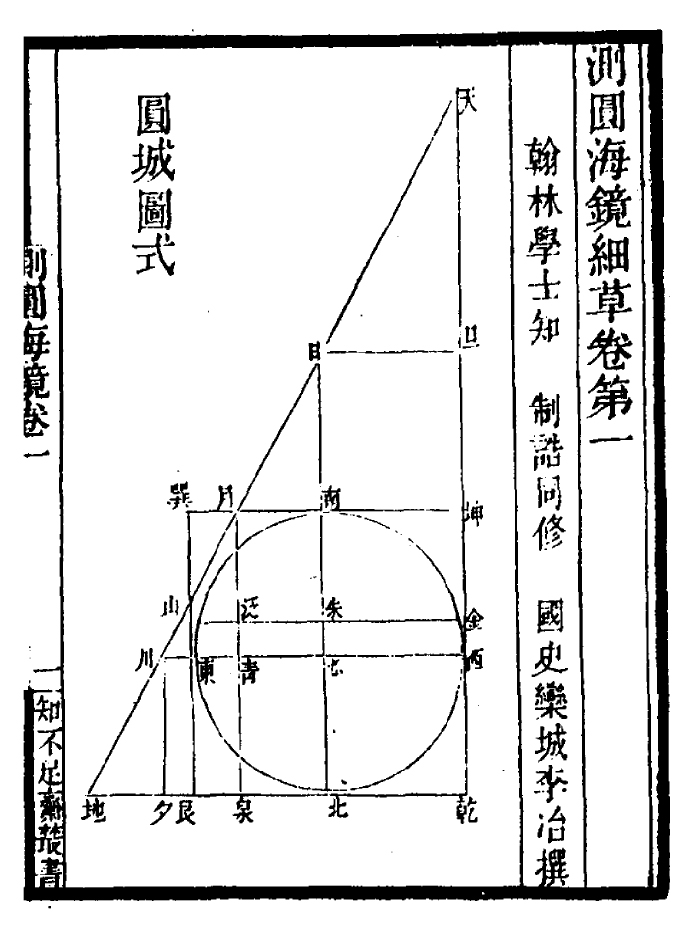
Diagrama original en la obra de Li Ye

Algunas de las fórmulas que se mencionan en este texto son muy relevantes y pueden usarse para el cálculo del diámetro de un círculo inscrito en un triángulo o un triángulo inscrito en un círculo, el diámetro de un círculo cuyo centro es un vértice o el diámetro de un círculo tangente a dos lados de un triángulo rectángulo con su centro en el otro lado. Sin embargo, Li Ye no explica ninguna de estas cosas en el texto, sino que simplemente las utiliza, lo que posiblemente se debe a que se trata de desarrollos anteriores que da por conocidos.
Su segunda obra Nuevos pasos del cálculo a pesar de haberse escrito una década más tarde, es de una complejidad y profundidad menor que la primera, razón por la que se ha postulado que simplemente se trataría de un esfuerzo por explicar de manera más sencilla lo que en Espejo marino... habría expuesto de manera demasiado abstracta. Como sea, en este texto Li Ye se esfuerza por llevar a ecuaciones algebraicas los problemas geométricos. Para ello se utiliza métodos originales de resolución de la ecuaciones que en Europa llegaron a descubrirse recién mucho más tarde.
El sistema de numeración chino fue desde un comienzo un sistema de agrupación multiplicativo de base diez; por eso las ecuaciones se pueden transcribir con relativa facilidad. En la obra de Li Ye aparece por ejemplo la ecuación:
{\displaystyle 2x^{3}+15x^{2}+166x-4460=0}
En esta forma de representación, los coeficientes se ordenan de manera tabular. La ecuación se lleva primeramente a su forma normal. Con estos aportes se relaciona también la introducción y el conocimiento acerca de los números negativos. 
El tachado de la última cifra significa que el número debe ser tomado como negativo. Esta forma de representación fue utilizada casi exclusivamente por Li Ye. Otros autores utilizaron la tinta negra para los números positivos y tinta roja para los negativos.
Al observar el grado de las ecuaciones, es posible constatar que Li Ye no se limitó solamente a problemas triviales. Li Ye denomina el método para resolver ecuaciones método del elemento celestial (tian-yuan shu), donde tian-yuan significa la variable del elemento y shu «método». Este procedimiento es casi idéntico al algoritmo de Horner. Sin embargo, Li Ye al aplicar su método tenía que averiguar las cifras de las raíces a través de sucesivas pruebas y encontrar diversas ecuaciones auxiliares a la ecuación dada a través de sustitución lineal.
El método, que Li Ye explica principalmente en sus ensayos, constituye un logro excelso de la matemática china. Tiene además repercusiones fuera de China y su huella se puede ver en la obra de Al-Kashi en el siglo XV, en 1600 en los trabajos de François Viète y en 1804 en los aportes de Paolo Ruffini.